# Евроцентризъм
Евроцентризмът е възглед за света от гледната точка на Европа и изхождайки явно или неявно от идеята за превъзходство на европейската култура. Терминът започва да се използва през 80-те години на XX век по отношение на идеи, формирали се в хода на колонизацията през Ранното Ново време, и се превръща в основен елемент в дебатите за деколонизацията.
За Самир Амин евроцентризмът е модерен феномен, имащ корени в Ренесанса (макар че той се корени още във времето на Александър Македонски). Евроцентризмът е част от конструкта капитализъм (вероятно диаметрално противоположен на илюзията комунизъм), според Амин. Критиката се концентрира върху твърдението, че историята е изменена и е създаден един „въобразен“ Запад, който е постигнал целия си напредък без останалия свят. С това Западът е създал могъща теза, която отрича валидните исторически закони, които от своя страна са го създали. Тук има явно противоречие от рода на „кокошката поражда яйцето, а яйцето – кокошката“, но това е извечен въпрос.